# 886
Năm 886 là một năm trong lịch Julius.

## Sự kiện
1734811